# Octava clàssica
Una octava clàssica designa, en la mètrica, un tipus de repetició d'estructura de la rima i la melodia. En la mètrica catalana medieval també rebia el nom de cobla, que era una combinació de vuit versos. En concret, el cas de l'octava clàssica, es tracta de la combinació de vuit decasíl·labs cesurats (4+6) d'Art major i rima consonàntica, de versos isosil·làbics.

## Característiques i evolució
De la poesia trobadoresca passà a la catalana medieval on es considerava la juxtaposició de dos quartets, generalment amb el mateix esquema. El primer rep el nom de front i l'altra coda. El front sol tenir la combinació estròfica cadenada o creuada, però amb el temps ha anat variant; la coda admet, a més, doble apariat (quartet caudat) D'aquí podem veure sis estructures bàsiques de l'octava:
- la cadenoencadenada (A,B,A,B,C,D,C,D)
- la cadenocreuada (A,B,A,B,C,D,D,C)
- la cadenocaudada (A,B,A,B,C,C, D,D)
- la creuencadenada (A,B,B,A,C,D,C,D)
- la creucreuada (A,B,B,A, C,D,D,C)
- la creucaudada (A,B,B,A,C,C,D,D)

Així en Ausiàs March, del total de les seves 128 composicions, en trobem moltes que són cobles o octaves clàssiques amb alguna de les variants apuntades, d'una tal perfecció que resulten encara avui models d'aquesta composició.
Posteriorment també es va prendre una variant més provinent de la lírica medieval castellana, elaborada per Juan de Mena (1411/1456). Una estrofa que era d'Art major formada per decasíl·labs cesurats a la cinquena (5+5), amb tres rimes, una d'elles casant el quart vers amb el cinquè. Fou conreada fins al segle xvi i es va recuperar el XIX quan Bonaventura Carles Aribau en va escriure una amb el títol de La Pàtria (Bargalló, p. 137), que fins fa poc se la considerava l'inici de la Renaixença.